# Abdulla Mohd Al Tamimi
Abdulla Mohd Al Tamimi (* 15. Dezember 1994 in Doha) ist ein katarischer Squashspieler.

## Karriere
Abdulla Mohd Al Tamimi begann seine professionelle Karriere im Jahr 2011 und gewann bislang zehn Titel auf der PSA World Tour. Seine höchste Platzierung in der Weltrangliste erreichte er mit Rang 16 am 30. Oktober 2023. Bereits in seiner Zeit bei den Junioren feierte er größere Erfolge. Er gewann zahlreiche Turniere und erreichte bei 2013 bei der Junioren-Weltmeisterschaft das Halbfinale.
In der Saison 2012 gab er sein Weltmeisterschafts-Debüt. Dank einer Wildcard startete er im Hauptfeld, verlor aber seine Auftaktpartie. Auch für die Weltmeisterschaft 2014 erhielt er wieder eine Wildcard. Er vertrat Katar bei den Asienspielen 2014 und 2018 und nahm mit der katarischen Nationalmannschaft an mehreren Asienmeisterschaften teil. Bei den 2023 ausgetragenen Asienspielen 2022 in Hangzhou gewann er im Einzel die Bronzemedaille. 2025 wurde Al Tamimi nach einer Finalniederlage gegen Alex Lau Vizeasienmeister.

## Erfolge
- Vizeasienmeisterin: 2025
- Gewonnene PSA-Titel: 10
- Asienspiele: 1 Bronze (Einzel 2022)